# Astatoreochromis straeleni
Astatoreochromis straeleni är en fiskart som först beskrevs av Poll, 1944.  Astatoreochromis straeleni ingår i släktet Astatoreochromis och familjen Cichlidae. IUCN kategoriserar arten globalt som livskraftig. Inga underarter finns listade.